# 1555 az irodalomban
Az 1555. év az irodalomban.

## Új művek

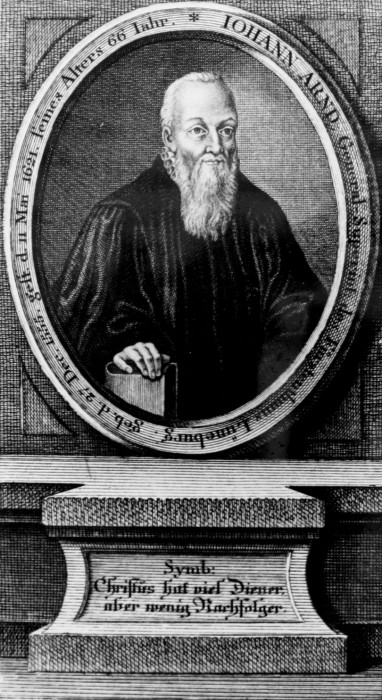
Johann Arndt

- Olaus Magnus (Olaf Stor) svéd író fő műve: Historia de Gentibus Septentrionalibus (Az északi népek története).

## Születések
- december 27. – Johann Arndt német író, költő, evangélikus prédikátor († 1621)
- 1555 körül – François de Malherbe francia költő († 1628)

## Halálozások
- október 16. – Hugh Latimer angol reformátor, protestáns mártír (* 1485 körül)